# Brug 821
Brug 821 is een kunstwerk in Amsterdam-Zuid in het zuiden van Buitenveldert en overspant een afwateringstocht ten westen van het Amstelpark.

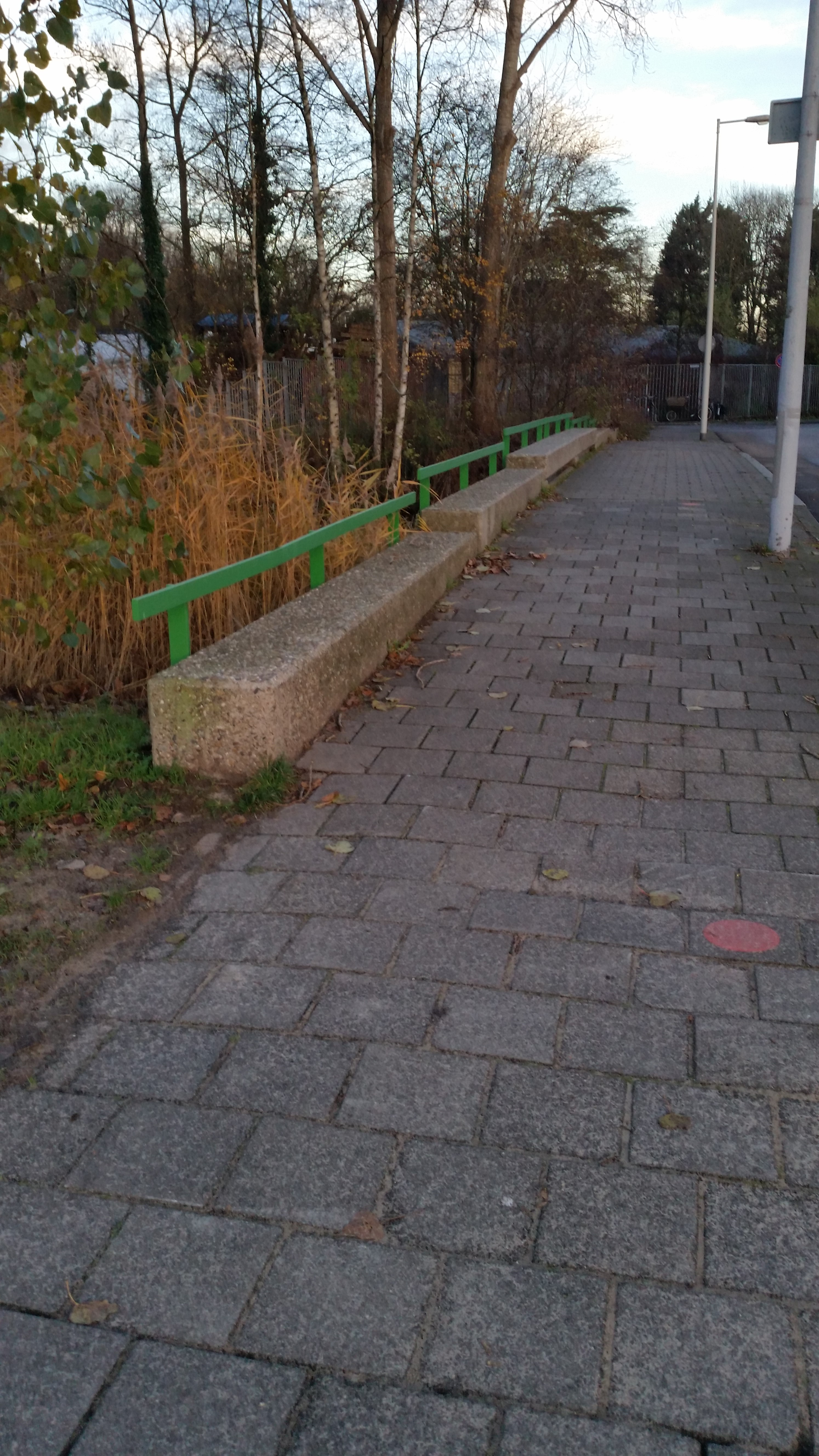
Groene brugleuningen in november 2018

De brug ligt in de kronkelige straat De Borcht, een straat in 1959 vernoemd naar Kasteel de Borcht nabij Baarlo. De brug geeft indirect toegang tot het Amstelpark vanuit Buitenveldert. Ze vormt tevens de verbinding tussen die wijk met de Van Boshuizenstraat en de Amsteldijk-Noord. Het is een "gewone" verkeersbrug met rijweg en voetpaden, daar waar de iets noordelijker gelegen Rode brug alleen voor voetgangers geschikt is. De brug is vlak, zodat ze kan dienen als toegang tot genoemd park voor degene, die de steile helling van de Rode brug niet aankunnen. 
De brug werd in 1977 gebouwd naar een ontwerp van Dirk Sterenberg werkend voor de Dienst der Publieke Werken. De werkzaamheden begonnen rond augustus 1976 en liepen door tot april 1977. De brug bestaat uit een betonnen paalfundering met daarover betonnen liggers. Ook de landhoofden, borstweringen en balustrade zijn beton. Net als andere bruggen in Buitenveldert heeft de brug groenkleurige leuningen, daar waar de meeste bruggen in Amsterdam uit die tijd blauwe leuningen meekregen, zie bijvoorbeeld zusterbrug (hetzelfde bruguiterlijk) Brug 840 eveneens toegang gevend tot genoemd park.  
<<< · 801 · 802 · 803 · 804 · 805 · 808 · 811 · 812 · 813 · 814 · 815 · 816 · 817 · 818 · 819 · 820 · 821 · 822 · 823 · 824 · 825 · 826 · 827 · 828 · 829 · 830 · 831 · 832 · 833 · 834 · 835 · 836 · 837 · 838 · 839 · 840 · 841 · 842 · 844 · 845 · 846 · 848 · 849 · 850 ·  854 · 856 · 857 · 858 · 859 · 860 · 863 · 864 · 865 · 866 · 867 · 868 · 869 · 870 · 871 · 872 · 873 · 875 · 876 · 877 · 889 · 890 · 891 · 892 · 893 · 895 · 896 · 897 · 898 · 899 · >>>
Brugnummers 800, 806, 807, 809, 810, 843 (gesloopt, Uilenstede, Amstelveen), 847 (Uilenstede, Amstelveen) , 851 (gesloopt, Dirk Sterenberg), 852 (gesloopt, Dirk Sterenberg), 853 (gesloopt, Dirk Sterenberg), 855, 861, 862, 874, 878, 879, 880, 881, 882, 883, 884, 885, 886, 887, 888, 894 zijn niet (meer) vergeven.